# Wilhelmsburg (Hilchenbach)
Die Wilhelmsburg ist ein ehemaliges nassauisches, 1776 zum Amtshaus umgebautes Residenz- und Sommerschloss in Hilchenbach im Kreis Siegen-Wittgenstein im Bundesland Nordrhein-Westfalen.

## Baubeschreibung
Wohlproportionierter massiver Barockbau von 1776 auf älteren Fundamenten mit Erd-, Ober- und Dachgeschoss – verputzt, Glattputzfassade mit Mineralfarbenanstrich; schiefergedecktes (Bogenschnittdeckung) Krüppelwalmdach mit leichtprofiliertem Hauptgesims, an Giebeln verkröpft: asymmetrisches Zwerchhaus; Holzsprossenfenster, glatte Fensterfaschen; farblich abgesetzt; Fensterteilung wohl aus der Zeit des endenden 19. Jahrhunderts – vierflügelig, acht-geteilt, profilierter Kämpfer im 3/4 Punkt.

## Geschichte
Bereits aus dem Jahr 1365 stammt eine auf den 20. Juli jenes Jahres datierte Urkunde, die von der Existenz eines Burgsitzes in Form eines Festen Hauses berichtet. Ab 1489 war dieses als Lehen an die Adligen Wischel von Langenau vergeben.
1625 wurde das Dorf Hilchenbach infolge einer Erbteilung zur Residenz von Graf Wilhelm von Nassau-Siegen-Hilchenbach und seiner Ehefrau Christine (1596–1646), Tochter des Grafen Georg III. von Erbach, erhoben. Sein Vater hatte 1622 zu diesem Zweck die Hilchenbacher Wasserburg von den Wischel von Langenau zurückerworben, da sich die Ginsburg als eigentliches herrschaftliches Zentrum in dieser Gegend als baufällig erwiesen hatte. Die Burg in Hilchenbach wurde von 1623 bis 1627 baulich erweitert und nach ihrem neuen Besitzer in Wilhelmsburg umbenannt.
Nach dem frühen Tode Graf Wilhelms 1642 fiel die Grafschaft Nassau-Hilchenbach an seinen Bruder, den berühmten Graf Johann Moritz, den "Brasilianer", der das Schloss nicht selbst nutzte und es 1679 an seinen Neffen Graf Wilhelm Moritz von Nassau-Siegen vererbte. Dieser war seit 1678 verheiratet mit Ernestine Charlotte Prinzessin von Nassau-Dillenburg-Schaumburg (1662–1732). 1682/83 begann das Paar, in Hilchenbach eine Sommerresidenz einzurichten, und in diesem Zusammenhang wurde auch das Dorf am 1. Mai 1687 zu einem Flecken erhoben. 
Allerdings fiel das gerade umgebaute Schloss bereits 1689 zusammen mit 72 von 77 Häusern Hilchenbachs einem Brand zum Opfer. Mit dem Tod des Grafen bereits 1691 brach die enge Verbindung Hilchenbachs mit der höfischen Welt weitgehend ab. Das nach dem Brand nur unvollständig wiedererrichtete Schloss wurde in der Folge zu einem Amtssitz. 1776 entstand auf den älteren Fundamenten das heute erhaltene Amtshaus.
Bis 1976 diente die Wilhelmsburg mehrere Jahrhunderte als Gerichtssitz. Zunächst war es Sitz des Amtes Hilchenbach, ab 1815 des Justizamtes Hilchenbach, ab 1839 des Land- und Stadtgerichtes Hilchenbach und ab 1849 der Gerichtskommission Hilchenbach des Kreisgerichts Siegen. Zuletzt war hier das Amtsgericht Hilchenbach untergebracht. Am 27. Januar 1979 ging die Wilhelmsburg für einen Kaufpreis von 350.000 DM vom Land Nordrhein-Westfalen auf die Stadt Hilchenbach über. Der Verkauf des Gebäudes wurde am 12. November 1980 vollzogen.  Die Wilhelmsburg befindet sich am unteren Ende des heutigen Marktplatzes Hilchenbachs und beherbergt seit 1982 das Stadtmuseum sowie die Stadtbücherei und das Stadtarchiv.

## Denkmalschutz
Die Wilhelmsburg ist seit dem 4. November 1994 als Denkmal Nr. 161 in die Liste der Baudenkmäler in Hilchenbach eingetragen.
Aus denkmalpflegerischer Sicht ist das Gebäude bedeutend für Hilchenbach, weil es ein Zeugnis der Herrschafts- und Verwaltungsgeschichte des Ortes und des ehemaligen nördlichen Teils der Grafschaft Siegen ist. Die Vorgängerbauten an derselben Stelle waren eine Burg, die 1623 ausgebaut wurde, und zwei Residenzgebäude. Das heutige Gebäude steht in der Nachfolge dieser Vorgängerbauten.
Das Gebäude ist außerdem ein Zeugnis eines einfachen, spätbarock-klassizistischen, herrschaftlichen Gebäudes mit symmetrischer Gliederung der fünfachsigen Trauf- und zweiachsigen Giebelfassaden. Die Erweiterung von 1844/1846, erkennbar an dem etwas breiteren Mauerstück zwischen den Fenstern des Kernbaues und dem des Anbaues sowie am Dachstuhl, ist in denselben Formen des Ursprungsbaues ausgeführt. Aus derselben Zeit dürfte auch das Zwerchhaus stammen. Städtebaulich ist das Gebäude von Bedeutung, weil die Parzelle einer der festen Punkte in der Ortsentwicklung ist, an dem sich u. a. auch die Wiederaufbauten des durch mehrmalige Brände teilzerstörten Ortes orientiert haben.